# Fritz Schmidt (Generalkommissar)

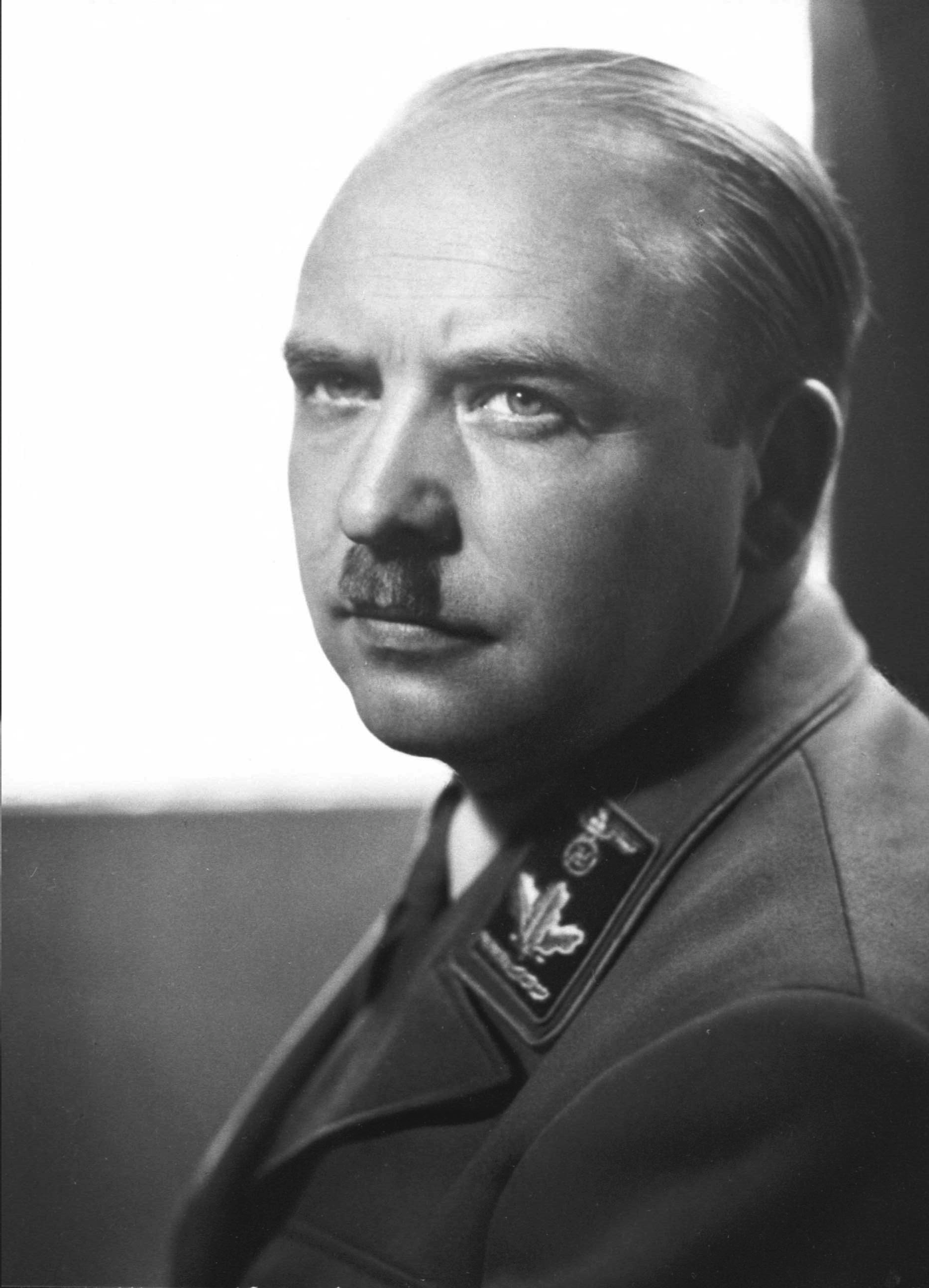
Fritz Schmidt

Fritz Schmidt (* 19. November 1903 in Eisbergen; † 20. Juni 1943 in Chartres, Frankreich) war ein deutscher Politiker (NSDAP). Er wurde vor allem bekannt als Generalkommissar zur besonderen Verwendung in den deutschbesetzten Niederlanden während des Zweiten Weltkriegs.

## Leben und Wirken

### Kaiserreich und Weimarer Republik (1903 bis 1933)
Schmidt wurde 1903 als Sohn des Malermeisters Wilhelm Schmidt geboren. Sein Bruder war der Politiker Wilhelm Schmidt. Nach dem Besuch der Volksschule in Eisbergen und des Gymnasiums in Rinteln, das er ohne Abitur verließ, wurde Schmidt zum Photographen und Photohändler ausgebildet. In den Jahren 1922 bis 1926 gehörte er dem 6. Preußischen Pionierbataillon in Minden an. Dort war er einer der Überlebenden des Veltheimer Fährunglücks, bei dem es 81 Tote gab.
Nach seinem Ausscheiden aus der Reichswehr arbeitete er von 1926 bis 1934 als selbstständiger Photograph und Photohändler. Am 14. September 1928 heiratete Schmidt Emma Bünte, mit der er vier Kinder hatte.
Anfang 1929 trat Schmidt in die Nationalsozialistische Deutsche Arbeiterpartei (NSDAP) ein. 1929 wurde er SA-Mann. Bald darauf übernahm er in rascher Folge verschiedene Funktionärsämter: 1930 wurde er Ortsgruppenleiter und 1932 Kreisleiter in Minden.

### Aufstieg in der NSDAP (1933 bis 1940)
1934 übernahm Schmidt das Amt des Propagandaleiters in der Gauleitung für den Gau Westfalen-Nord. Im selben Jahr wurde er zum Beauftragten der NSDAP für die Provinzialhauptstadt Münster ernannt. 1934 kam er in das Reichspropagandaamt für Westfalen-Nord. Außerdem wurde er Landeskulturwart in Münster und Mitarbeiter in der Organisationsleitung des Reichsparteitags.
Von März 1936 bis zu seinem Tod im Juni 1943 gehörte Schmidt als Vertreter des Wahlkreises 17 (Westfalen Nord) dem Deutschen Reichstag als Abgeordneter an. Sein Mandat wurde anschließend bis zum Kriegsende von August Mietz weitergeführt.
Im Parteiapparat machte Schmidt vor allem als Schützling Martin Bormanns Karriere, der ihn wegen seiner rhetorischen Fähigkeiten und seines Organisationstalentes schätzte. 1938 kam er in den Stab von Rudolf Heß.

### Generalkommissar in den Niederlanden (1940 bis 1943)

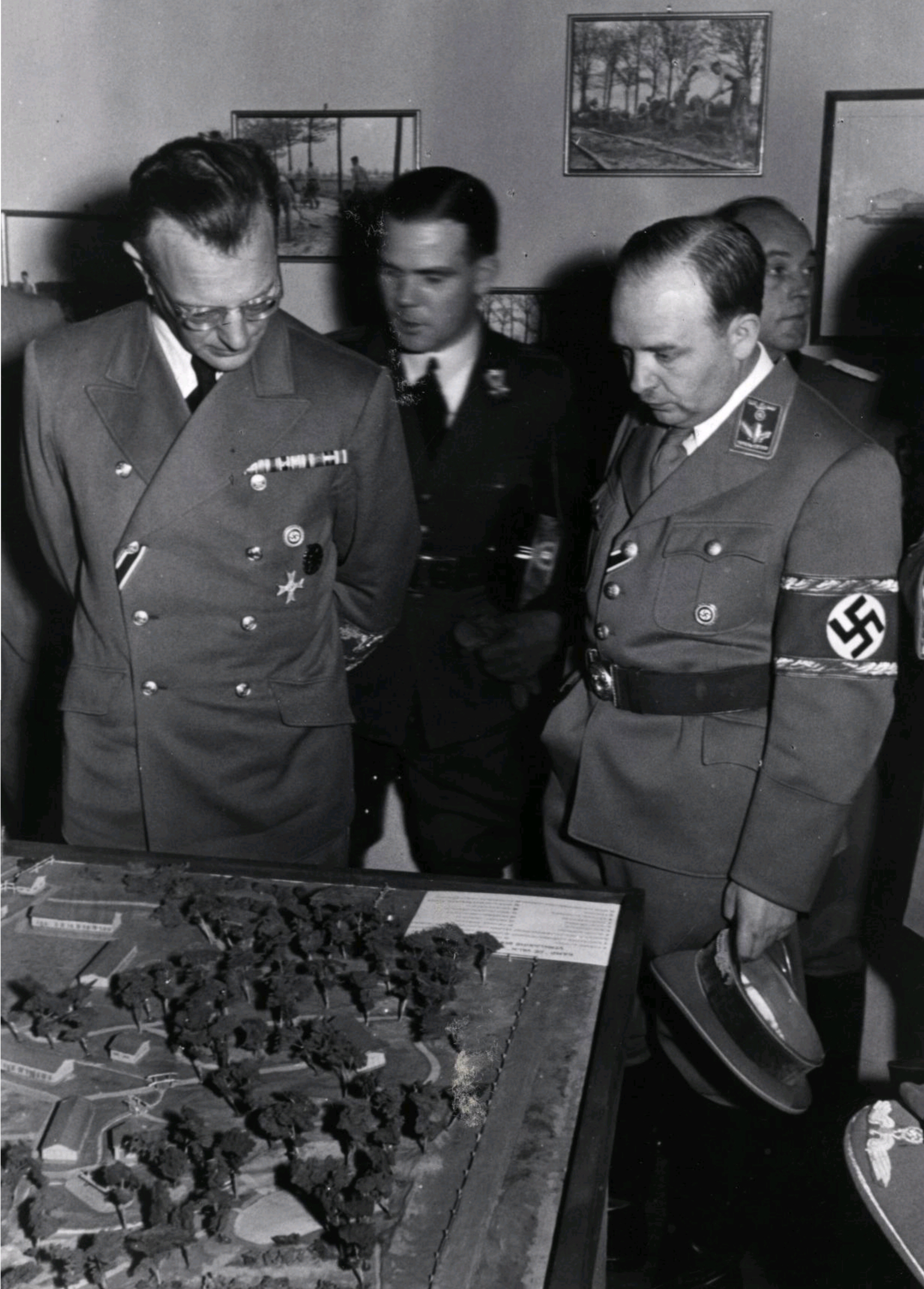
Arthur Seyß-Inquart, links und Fritz Schmidt, rechts (Rotterdam, Oktober 1941)

Am 23. Mai 1940, einige Tage nach der Besetzung der Niederlande durch die deutsche Wehrmacht, wurde Schmidt auf Vorschlag Bormanns von Hitler zum Generalkommissar zur besonderen Verwendung in den Niederlanden ernannt. Als Vertreter von Bormann und Repräsentant der NSDAP war Schmidt neben dem Reichskommissar für die Niederlande Arthur Seyß-Inquart und dem SS-Kommissar Hanns Albin Rauter einer von drei deutschen Spitzenbeamten in den Niederlanden. Sein Tätigkeitsbereich umfasste „alle Fragen der öffentlichen Meinungsbildung und der nicht-wirtschaftlichen Vereinigungen“ sowie diejenigen Aufgaben, die ihm vom Reichskommissar „auf Grund besonderer Entschließung“ zugewiesen wurden.
Schmidts Arbeit in den Niederlanden hatte erhebliches politisches Gewicht. Er sorgte für die kulturelle Gleichschaltung, die Neuausrichtung der niederländischen Medien und schuf ein eigenes Propagandaministerium für das besetzte Land. Besatzungspolitisch trat er im Gegensatz zu Seyß-Inquart für ein direktes Eingreifen ins Leben der Niederländer und für eine radikale Gleichschaltung und Nazifizierung der Niederländer ein. Sich selbst sah er in der Fortsetzung dieser Politik bereits als den Gauleiter eines nach der Annexion der Niederlande durch Deutschland zu bildenden Reichsgaus „Westland“.
Schmidt gelang es ferner, das Vertrauen des „Führers“ der niederländischen Nationalsozialisten NSB, Anton Adriaan Mussert, zu gewinnen. Sein eigenmächtiges Vorgehen sorgte aber schließlich dafür, dass er im Reichskommissariat und in der Münchner Zentrale der NSDAP isoliert wurde. Der Historiker Gerhard Hirschfeld führt dies darauf zurück, dass das von Schmidt betriebene „Geschäft der politischen Erpressung und Intrigen“ seine „intellektuellen Fähigkeiten“ überstiegen habe.
In den Niederlanden war Schmidt in eine Reihe von parteiinternen Machtkämpfen verwickelt: als er und Bormann versuchten, die niederländische Landesgruppe der NSDAP von der Auslandsorganisation der Partei NSDAP/AO loszulösen und unter ihre Kontrolle zu bringen, rief dies den Widerstand des Leiters der NSDAP/AO, Ernst Wilhelm Bohle, hervor. Allerdings konnten sich Schmidt und Bormann durchsetzen, so dass die Landesgruppe letztlich Seyß-Inquart unterstellt wurde. In Den Haag, wo Schmidt seinen Amtssitz hatte, versuchte er des Weiteren, auf Kosten der SS die machtpolitische Stellung der NSDAP in den Niederlanden auszubreiten. Im anschließenden Machtkampf zwischen Schmidt und Generalkommissar Hanns Albin Rauter, dem SS-Vertreter in den Niederlanden, behielt jedoch letzterer die Oberhand.
In der Forschung wird mehrheitlich angenommen, dass der Gegensatz zur SS, der sich aus dieser Politik ergab, sowie das schwindende Vertrauen Bormanns, bei dem Schmidt aufgrund von Intrigenspielen und aufgrund seines Machthungers allmählich den Rückhalt verlor, ihm schließlich zum Verhängnis wurde: Schmidt starb 1943, als er, während einer Reise zum Atlantikwall, in Frankreich aus einem fahrenden Zug stürzte. Offiziell wurde erklärt, er habe sich aufgrund einer „nervösen Überreizung“ selbst das Leben genommen. Ob diese Darstellung tatsächlich zutrifft, ob es sich bei Schmidts Tod also um Selbstmord gehandelt hat, oder ob er vielmehr ermordet wurde, ist bis heute nicht vollständig gesichert. Schmidts Posten als Kommissar wurde von Wilhelm Ritterbusch übernommen, der sich machtpolitisch nicht zu behaupten wusste. Zudem kam es zu einer taktischen Annäherung von Bormanns Parteizentrale an Himmler und die SS, so dass die Macht in den Niederlanden noch weiter in die Hände der letzteren geriet.
Schmidt war Träger des Goldenen Parteiabzeichens der NSDAP sowie Träger der Dienstauszeichnung in Bronze und Silber.